# ルートヴィヒ・デトマン
ルートヴィヒ・デトマン（Ludwig Dettmann、1865年6月25日 - 1944年11月19日）は、ドイツの画家である。

## 略歴
ドイツ北部、シュレスヴィヒ＝ホルシュタイン州のフレンスブルクの近くのAdelbyで役人の息子に生まれ、幼いころハンブルクに移った。ベルリン芸術アカデミーでオイゲン・ブラヒトやフランツ・スカルビナに学んだ。初めイラストレーターとして働いた。ドイツにおける印象派の代表的画家、マックス・リーバーマン（1847- 1935）の影響を受けて風景画家として活動した。1891年からベルリン女性芸術家協会(Verein der Berliner Künstlerinnen)で教え、1898年にはリーバーマンが中心となった「ベルリン分離派」の創設メンバーとなった。1900年からはケーニヒスベルクの美術学校の校長に任じられた。1909年のベルリンの国際展覧会で賞を受賞し、ケーニヒスベルクの学校や役所の壁画なども制作した 。
第一次世界大戦が始まると、公式戦争画家に任じられた。ベルリンで開かれた陸海軍の展覧会などに、エーリヒ・ルーデンドルフやパウル・フォン・ヒンデンブルクら、将軍の肖像画や戦場を描いた作品を出展した 
。戦争が終わった後、美術学校の校長を辞めベルリンに住んだ。
1923年に国粋的な作家、ヴァルター・ブレーム(Walter Bloem)が戦争について検証した書籍、「大火-ドイツの悲劇」("Weltbrand – Deutschlands Tragödie 1914–1918")の挿絵を描いた。
ヒトラーが権力を掌握した後、デトマンは国家社会主義ドイツ労働者党(ナチス)の党員となり、ドイツ帝国芸術家協会(Reichsverband bildender Künstler Deutschlands)の理事となった。ヒトラーが創設した「ゲーテ・芸術科学メダル」(Goethe-Medaille für Kunst und Wissenschaft)を1935年に、受賞した 。1944年にベルリンで79歳で亡くなった。

## 作品

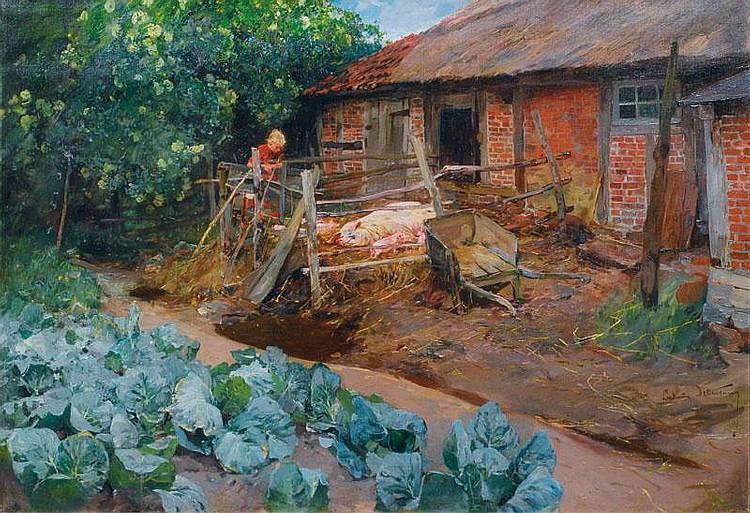
「豚小屋」(c.1895)
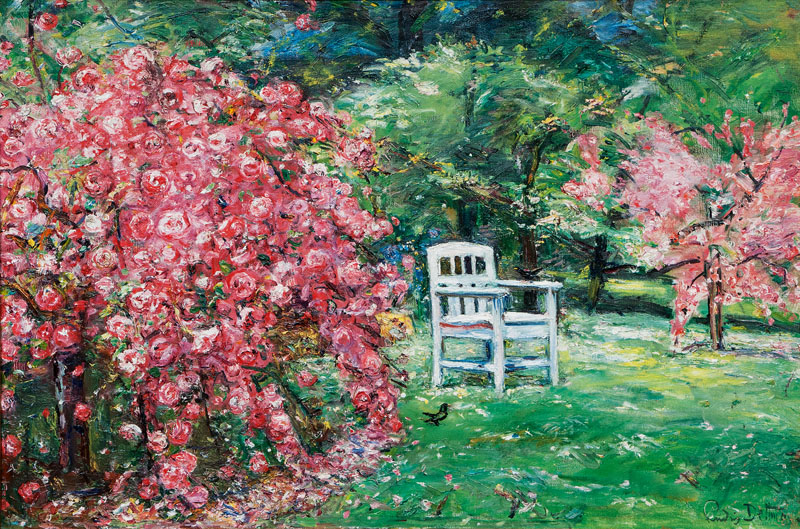
「椅子のある庭」
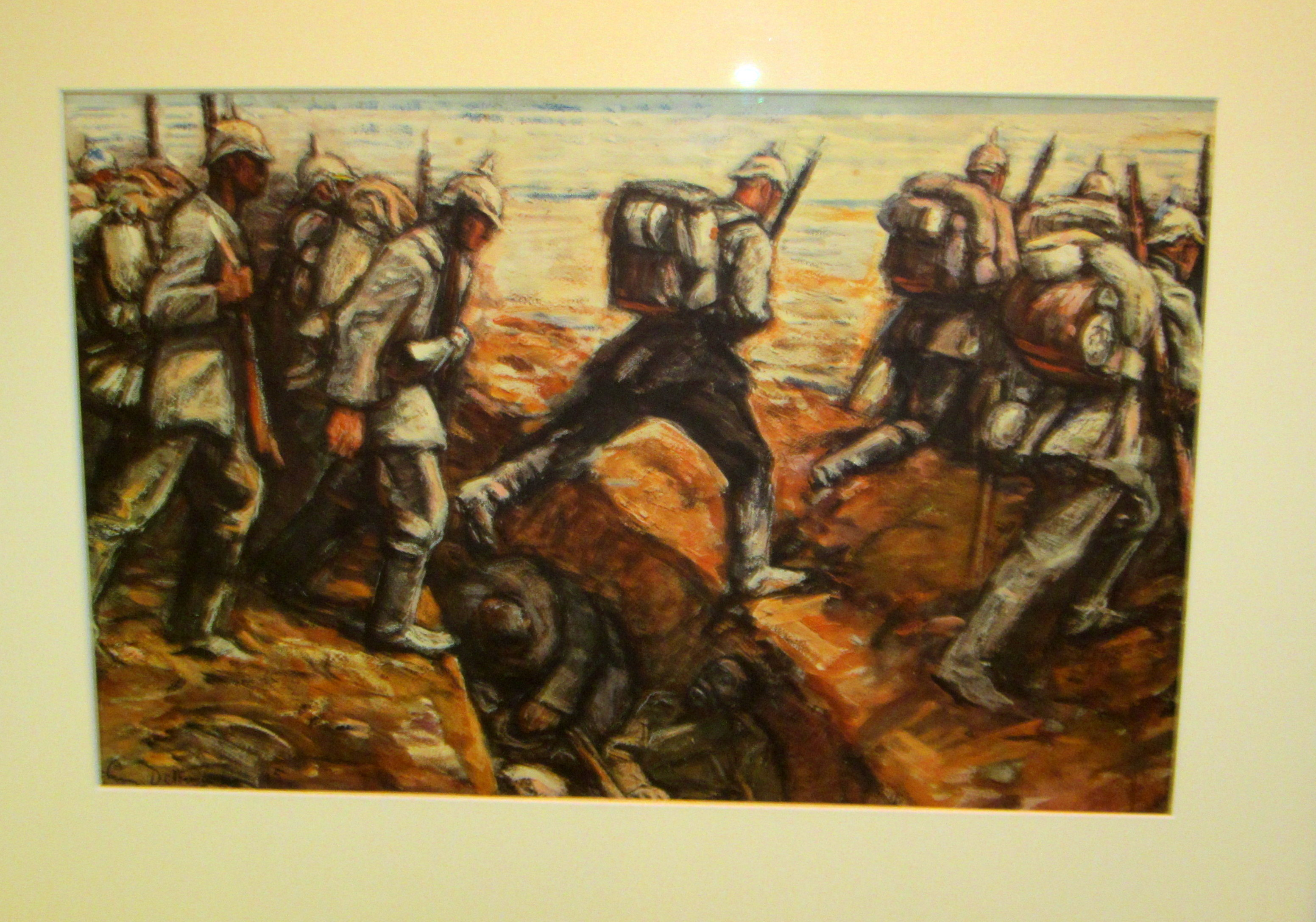
戦争画